# Batang Baruhar Jae
Batang Baruhar Jae is een bestuurslaag in het regentschap Padang Lawas Utara van de provincie Noord-Sumatra, Indonesië. Batang Baruhar Jae telt 1651 inwoners (volkstelling 2010).